# Miersiella
Miersiella is een geslacht van kreeftachtigen uit de klasse van de Malacostraca (hogere kreeftachtigen).

## Soorten
- Miersiella cavifrons Takeda, 1989
- Miersiella haswelli (Miers, 1885)